# Garrigue

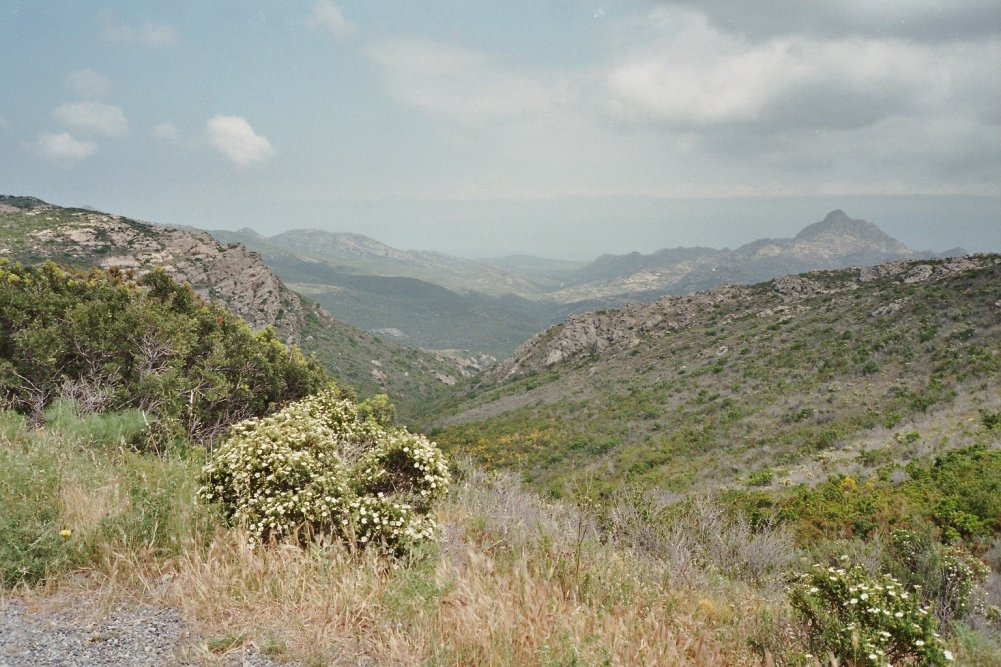
Garrigue und Macchie auf Korsika. Die dicht geschlossenen Bestände links und vorne im Tal entsprechen einer Macchie. Das locker stehende niedrige Buschwerk am Gegenhang ist eine Garrigue.

Garrigue, auch Garigue geschrieben (französisch garrigue, spanisch garriga, italienisch gariga), ist eine offene mediterrane Strauchheidenformation auf flachgründigen Böden, die als Degradationsstufe der Macchie verstanden werden kann. Sie ist vor allem in Frankreich (insbesondere Korsika), Italien (insbesondere Sardinien) und Nordafrika verbreitet. Sie wird bis zu zwei Meter hoch und hat einen reichhaltigen Pflanzenbestand. Die Bezeichnung ist vom Namen des südlichen Teils des Cevennengebirges, der Garrigue, abgeleitet.

## Zusammensetzung
Charakteristische Pflanzen dieses Vegetationstyps sind Zwergsträucher, zum Beispiel
- Rosmarin (Rosmarinus officinalis),
- Echter Thymian (Thymus vulgaris),
- Echter Lavendel (Lavandula angustifolia) und andere Lavendelarten,
- Salbei-Arten (Salvia spp.),
- Zwergpalme (Chamaerops humilis),
- Herbst-Seidelbast (Daphne gnidium),
- Zistrosen (Cistus spp.),
- Brandkräuter (Phlomis spp.)

und Geophyten, zum Beispiel
- Stern-Anemone (Anemone hortensis),
- Meerzwiebel (Drimia maritima),
- Milchstern (Ornithogalum spp.),
- Mittags-Schwertlilie (Moraea sisyrinchium),
- Affodill (Asphodelus spp.),
- Knabenkräuter (Orchis),
- Ragwurzen (Ophrys),
- Zungenständel (Serapias).

Im pflanzensoziologischen System werden Garrigue-Bestände auf basenarmen Böden in die Klasse Cisto-Lavanduletea eingeordnet, solche auf kalkreichen Böden der Klasse Rosmarinetea officinalis. Phrygana und Batha ostwärts ab Italien werden in der Klasse Cisto cretici-Micromerietea julianae abgetrennt.

## Ökologie
Garrigue entsteht durch intensive Beweidung der Macchie. Der Reduktionsprozess wird durch Brände gefördert, welche die typischen Pflanzen der Garrigue besser überleben. Beinahe alle typischen Arten besitzen besondere Schutzeinrichtungen gegen Beweidung und Brand. Es handelt sich um Arten mit hohen Gehalten an sekundären Pflanzenstoffen (darunter viele aromatische Gewürzpflanzen) oder dornige und stachelige Arten.
Außerdem ist ein Schutz gegen die extreme Sonneneinstrahlung im Hochsommer wichtig. Viele Arten ziehen ihre oberirdischen Organe in dieser Zeit ein (Geophyten) oder sterben ab und ihre Nachkommen überdauern die trockene Jahreszeit als Samen (Therophyten). Andere besitzen kleine und harte Blätter bzw. sind diese dicht-filzig mit Haaren überzogen.
Verschiedene Garrigue-Vegetationsbestände sind nach der FFH-Richtlinie der EU besonders schutzwürdig und sollen in das europaweite Schutzgebietssystem „Natura 2000“ aufgenommen werden. Relevant ist in der Fläche vor allem der Lebensraumtyp 5330 (Thermo-mediterrane Gebüschformationen und Vorwüsten). Lokal bedeutsam sind die Lebensraumtypen:
- 1520 – Iberische Gipssteppen (Gypsophiletalia)
- 5140 – Formationen von Cistus palhinhae auf maritimen Heiden
- 5410 – Westmediterrane Phrygana (Astragalo-Plantaginetum subulatae) auf Felsenküsten
- 5430 (33.7–9) – Endemische Phrygana des Euphorbio-Verbascion: dornpolsterstrauch- und endemitenreiche Bestände der Balearen, Korsikas und Sardiniens

## Garrigue und Phrygana
Im östlichen Mittelmeerraum werden entsprechende Pflanzengemeinschaften als Phrygana (Griechenland und Türkei) oder als Batha (Israel) bezeichnet. Aber auch dort werden bestimmte Pflanzenformationen gelegentlich als „Garrigue“ bezeichnet, nämlich fortgeschrittene Sukzessionsstadien mit höherwüchsigen Sträuchern wie Calicotome villosa oder Erica manipuliflora oder mit einem höheren Anteil potenziell höherer Bäume und Sträucher wie Kermes-Eiche (Quercus coccifera) oder Mastixstrauch (Pistacia lentiscus). Ein durchgreifender Artenwechsel oder eine Angleichung an das Arteninventar westmediterraner Garrigues findet im östlichen Mittelmeerraum aber nicht statt.
Umgekehrt werden westmediterrane Bestände mit einer Anreicherung von Dornpolstersträuchern, wie sie vor allem in windexponierten Lagen auftreten, manchmal auch als Phrygana bezeichnet.